# Kim Ji-hun (zapaśnik)
Kim Ji-hun (kor.김 지훈; ur. 27 lipca 1989) – południowokoreański zapaśnik walczący w stylu klasycznym. Złoty medal na mistrzostwach Azji w 2013 i brązowy w 2017. Triumfator igrzysk wojskowych w 2015. Szósty w Pucharze Świata w 2012; piąty w 2013. Dziewiąty na Uniwersjadzie w 2013, jako zawodnik Jeonju University w Jeonju.